# 신길로
신길로(新吉路)는 서울특별시 영등포구 대림동 대림삼거리에서 시작하여 영등포동 영등포로터리를 잇는 총 길이 2.9 km, 편도 2차선 짜리 도로이다. 예전에 1번 국도가 이곳을 지났으나 1984년 11월 7일에 시흥대로의 구간을 정하면서 대림삼거리에서 영등포로터리구간을 신길로로 분리하게 되었다.

## 노선
- 대림삼거리(대림삼거리역) - 태양의 집 삼거리 - 영신고등학교 - 신길주유소 사거리 - 신풍역(신풍로) - 살레시오수녀원 - 신길문화체육도서관 - 신길가마산로사거리 - 우신초교 사거리 - 영신로 분기점 - 영등포공원(구 OB맥주 영등포공장) - 영등포 지하차도 - 영등포 로터리(영등포로)

## 연결 도로
신길로의 기점인 대림삼거리에서는 시흥대로와 연결되고, 종점인 영등포로터리에서는 경인로와 영등포로와 연결된다.

## 주요 건물 및 시설
- 한림대학교 강남성심병원
- KT대방지사
- 썬프라자
- 영등포종합사회복지관
- 신길5동우체국
- 신풍역
- 천주교 살레시오수녀원
- 신길AK푸르지오
- 신길4동주민센터
- 서울우신초등학교
- 영등포공원(구 OB맥주 영등포공장)
- 힐스테이트 클래시안
- 신길파크자이
- 남서울아파트 (철거중)
- 신풍역비스타에코
- 스타벅스 영등포신길점
- 신길책마루문화센터

## 기타
- 가마산로 중에서 단절된 구간이었던 신풍시장 구간은 2009년 4월 중으로 완공하였다.[1]

## 사진

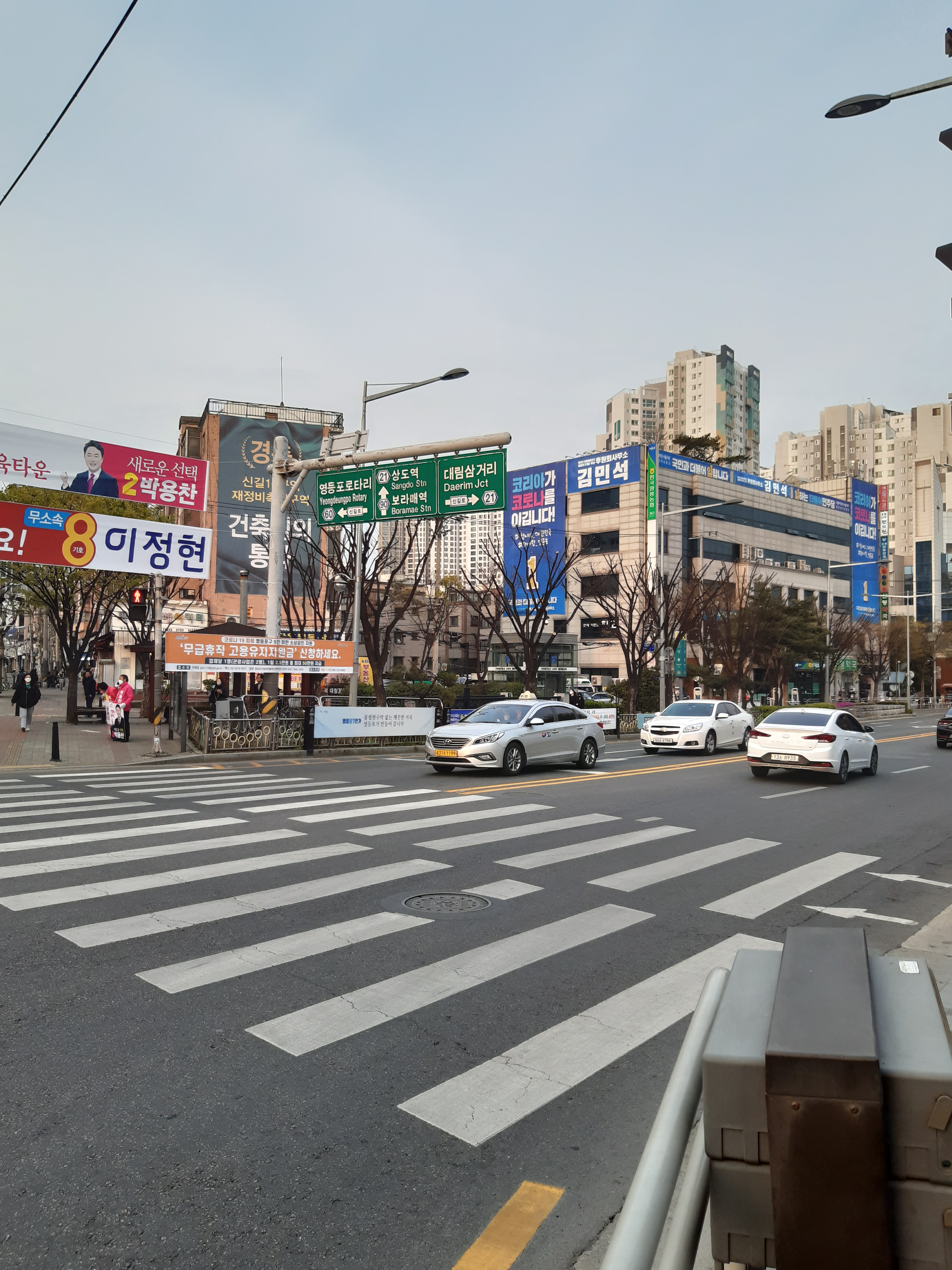
신풍역사거리
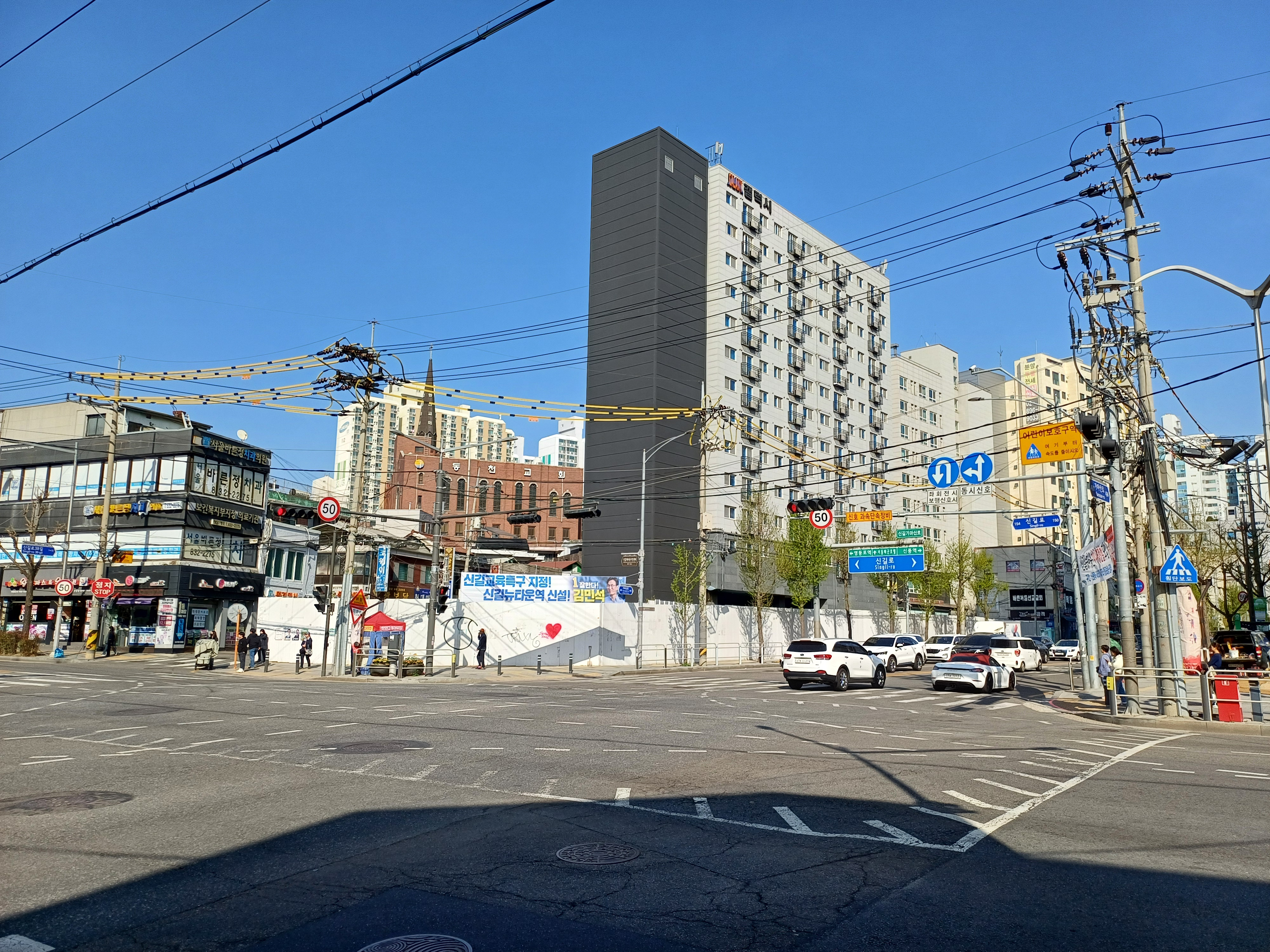
가마산로와 교차하는도로
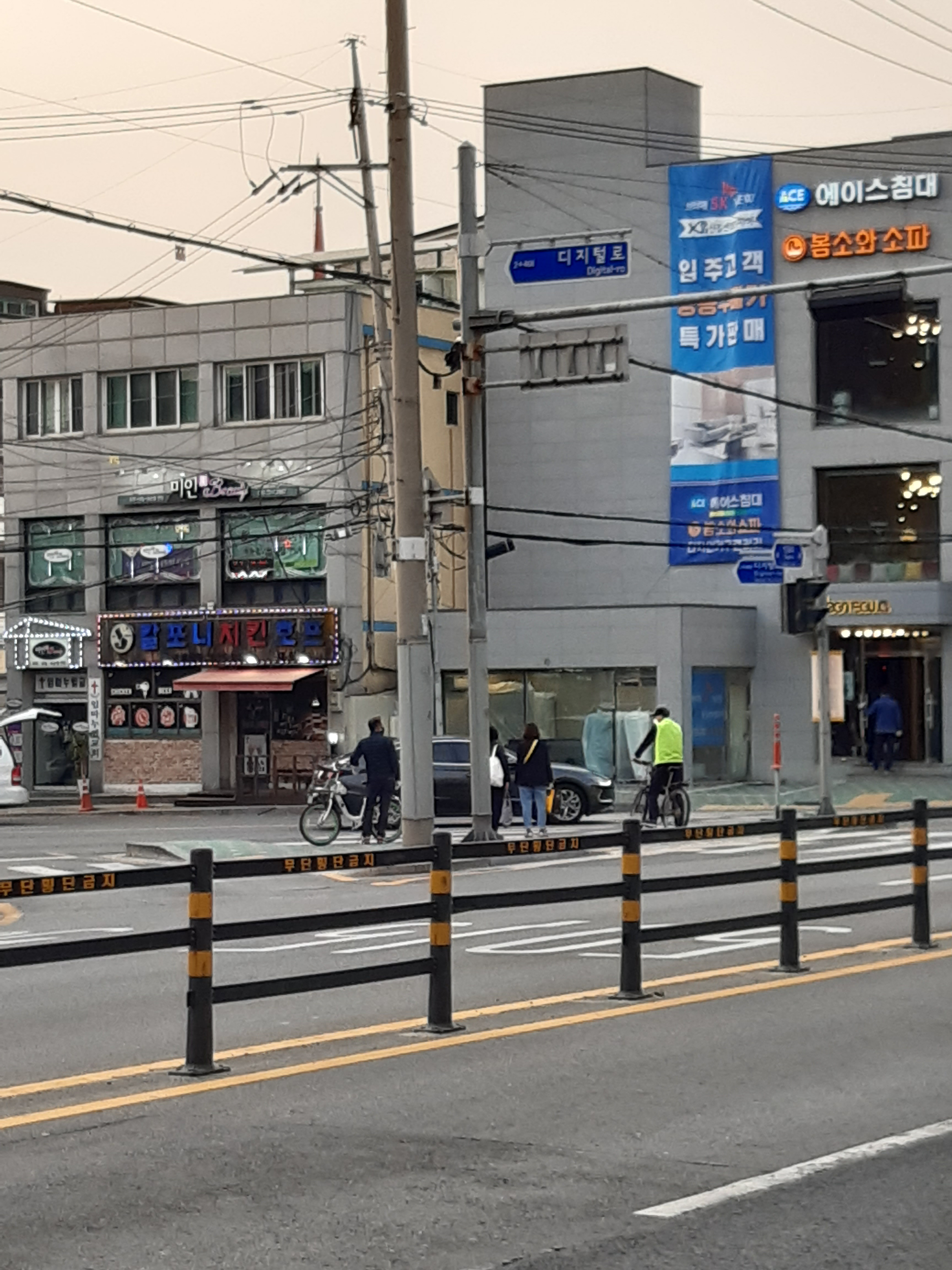
디지털로와 교차하는 도로
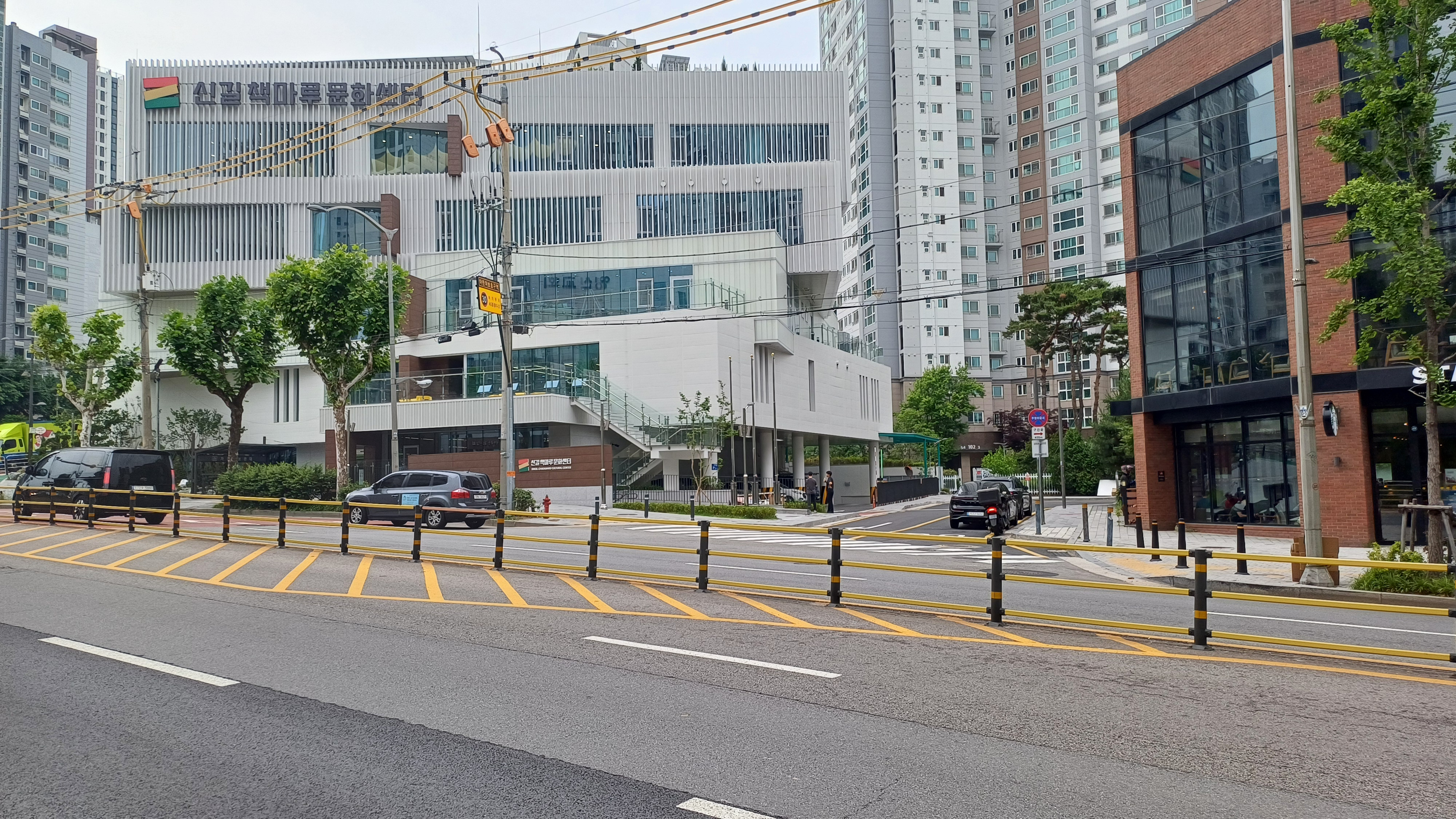
신길책마루문화센터
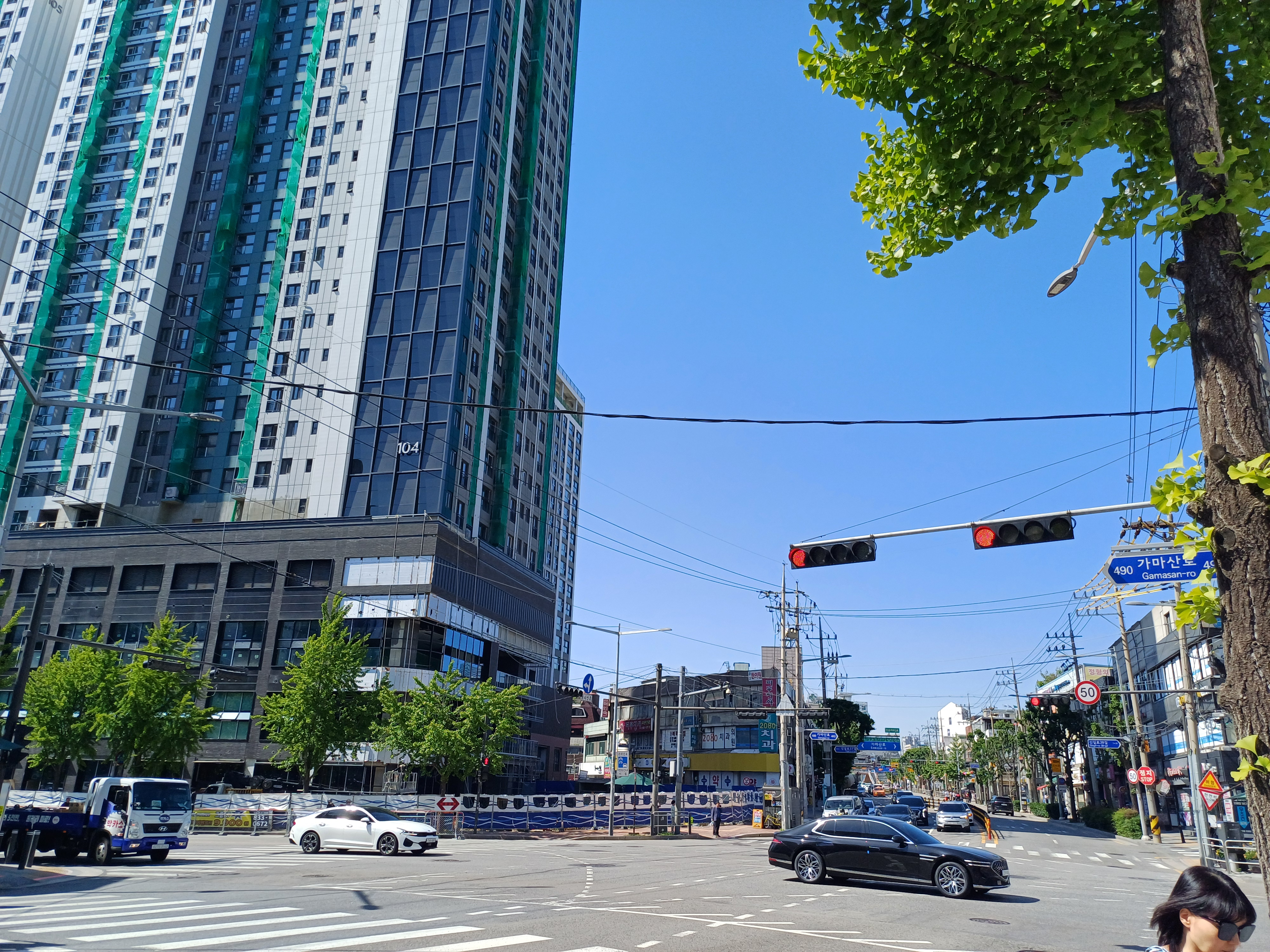
신길ak푸르지오, 가마산로 교차하는 도로
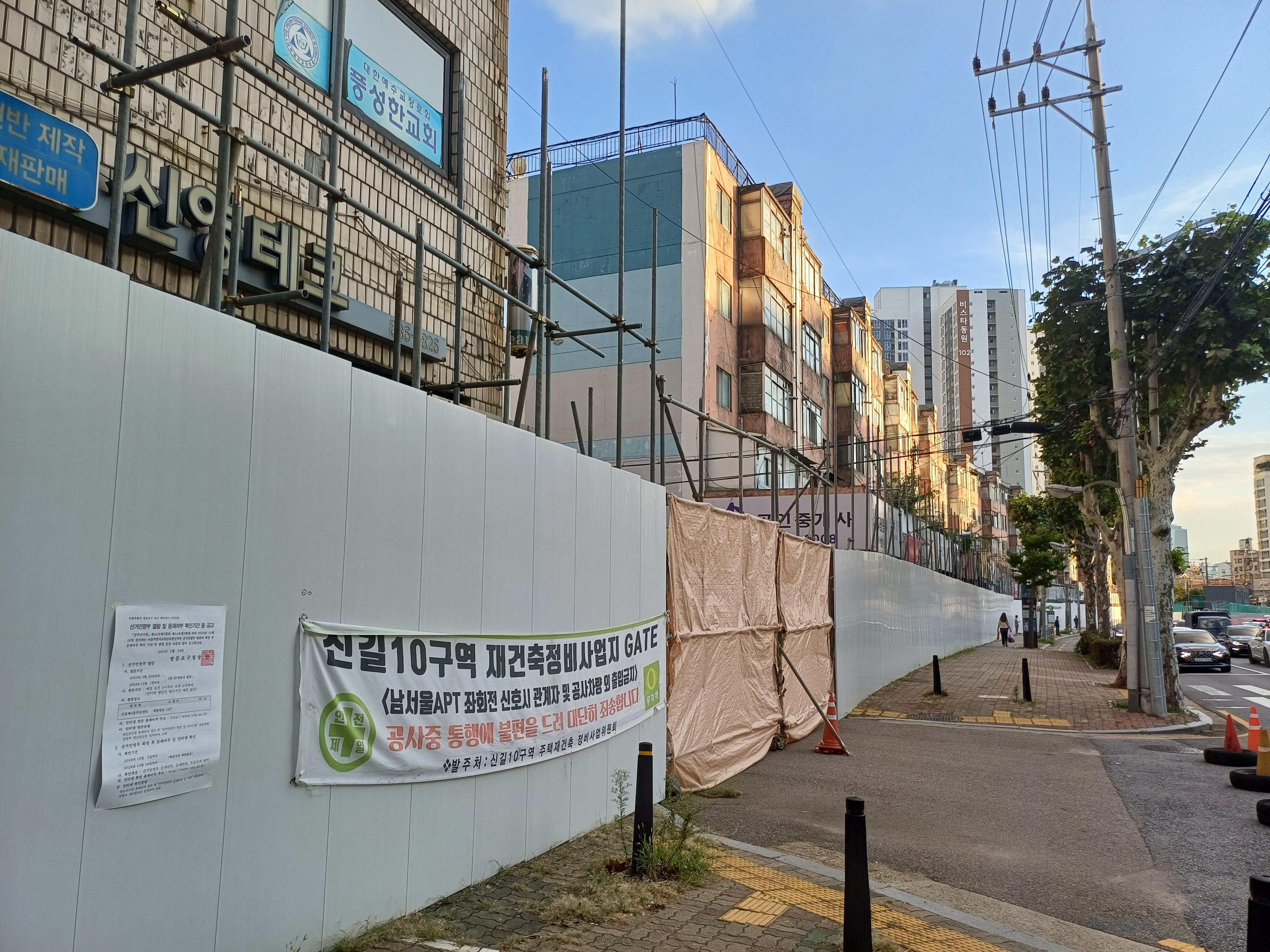
남서울아파트(철거됨)
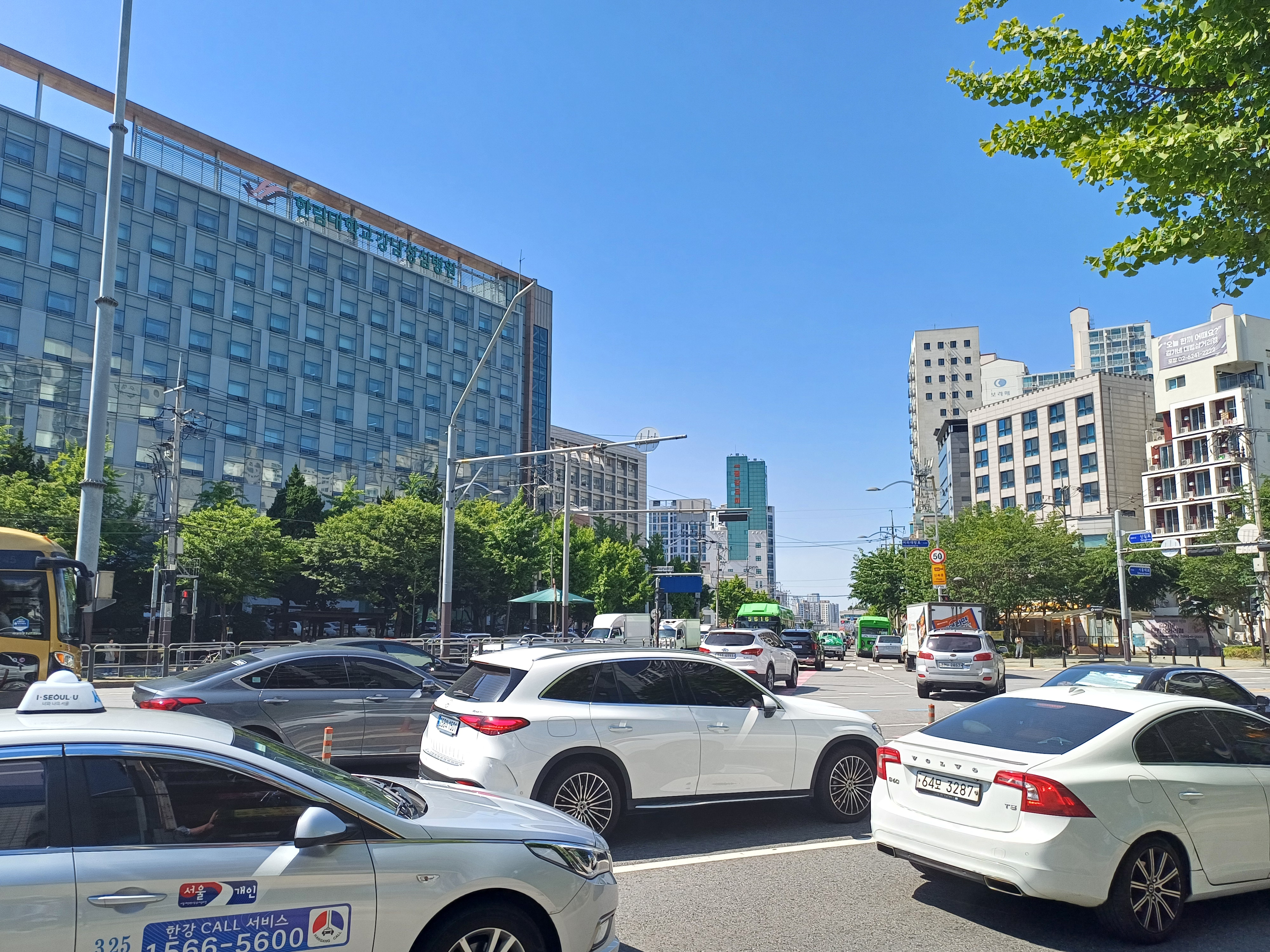
시흥대로, 여의대방로 교차지점(한림대학교 강남성심병원 앞)
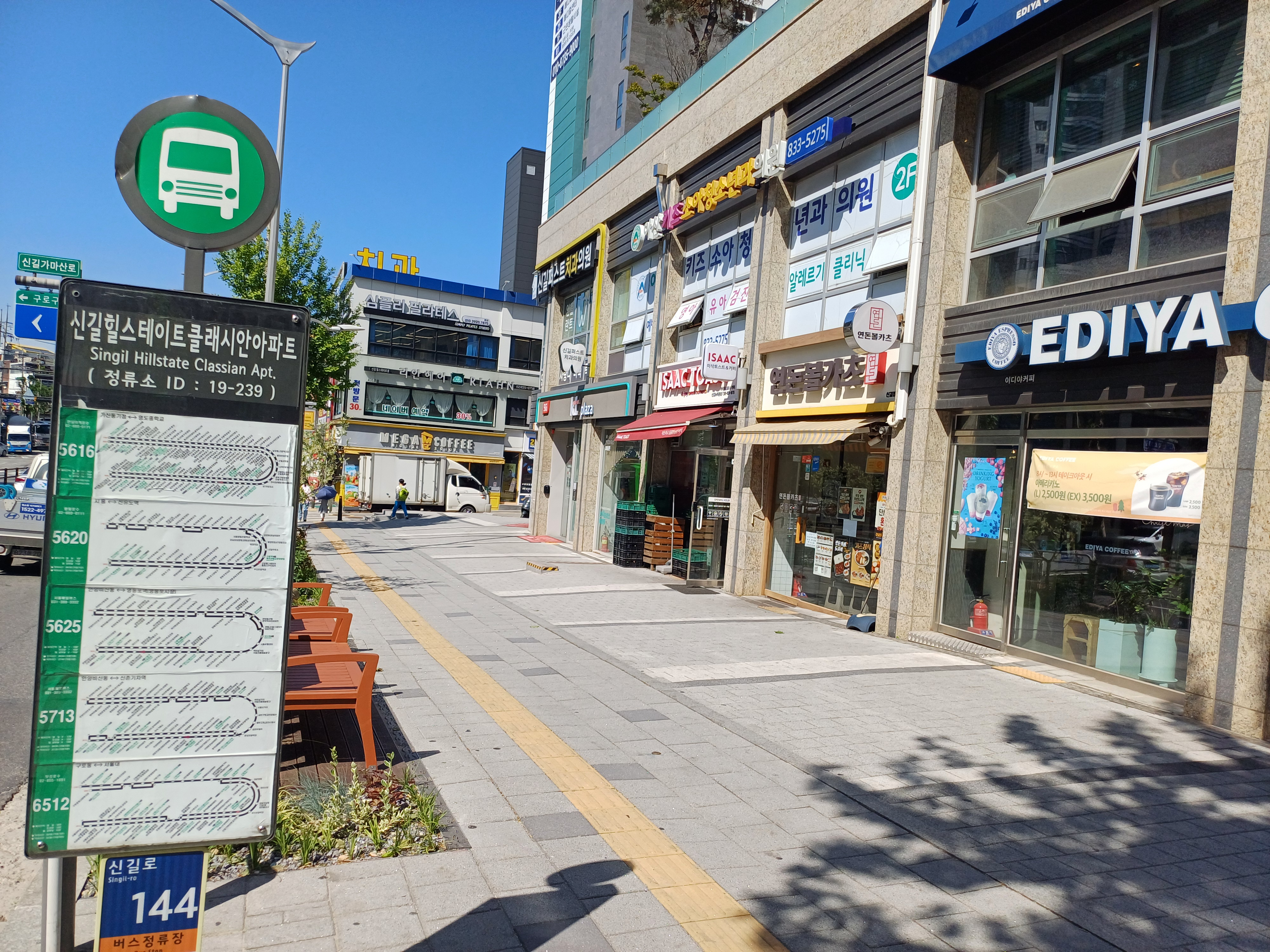
신길로 힐스테이트 클래시안 정류장
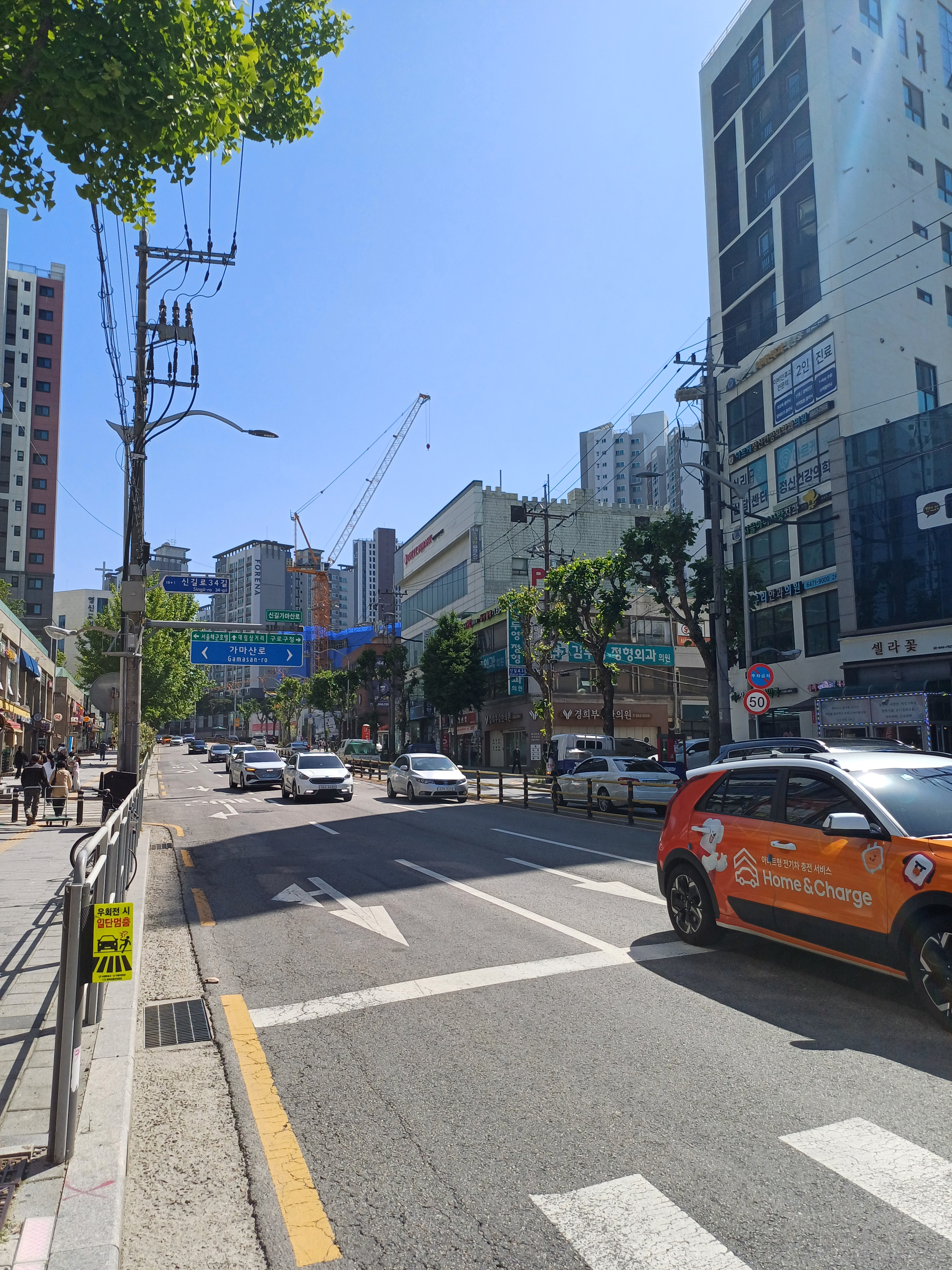
신풍역,대림삼거리방면
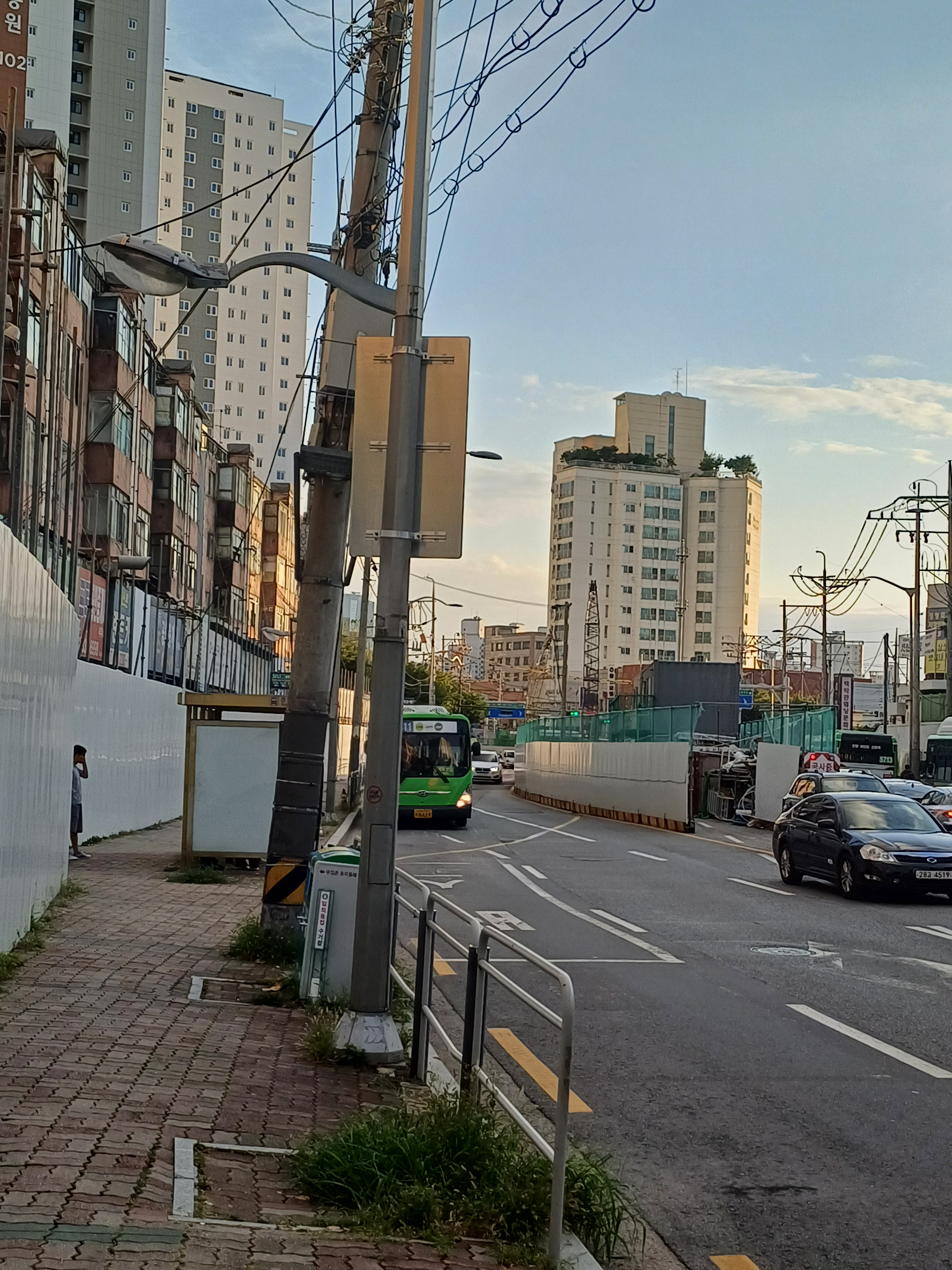
신풍역 버스 정류장, 신안산선 신풍역 환승통로 (공사중)
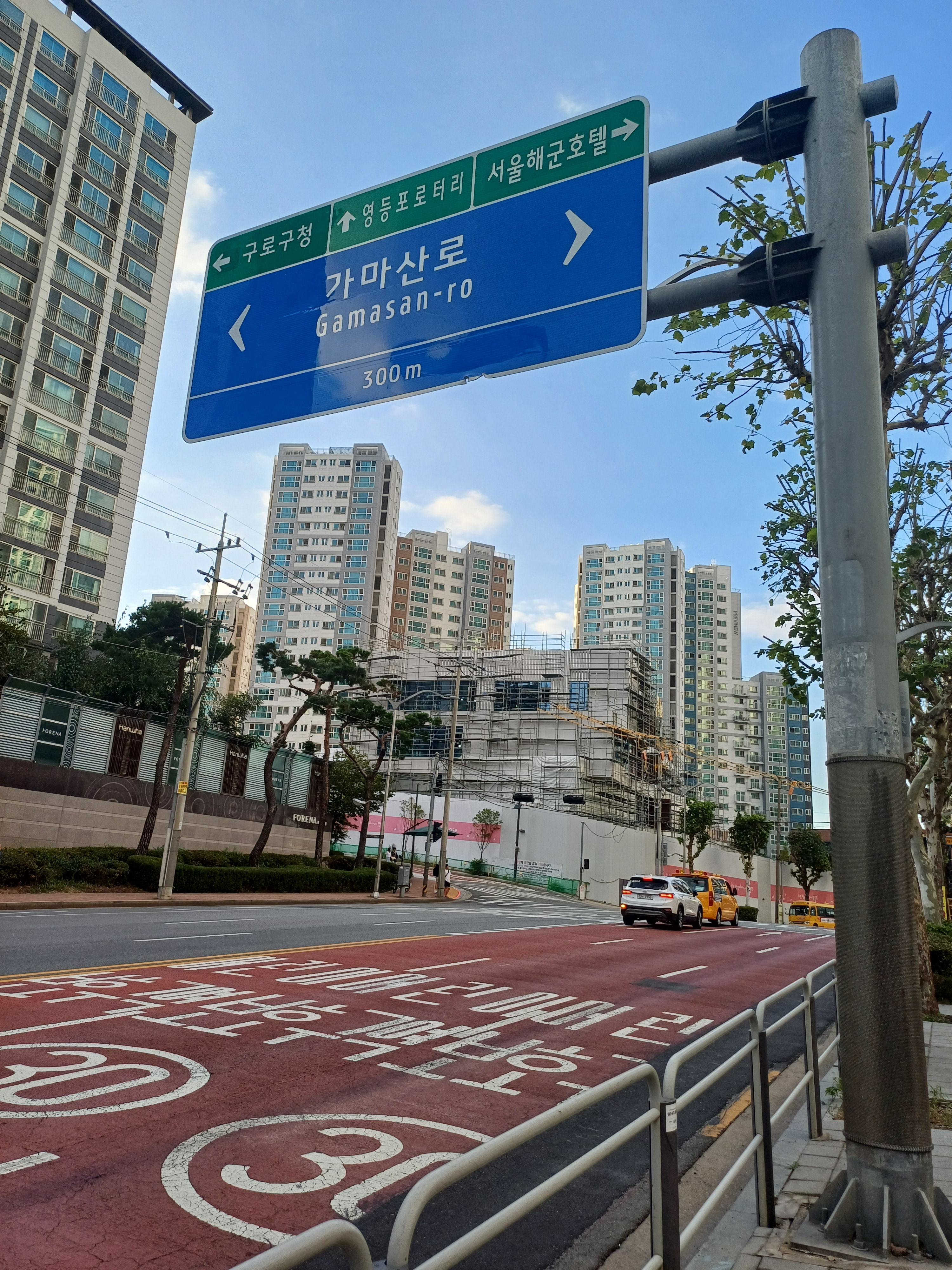
가마산로 방면
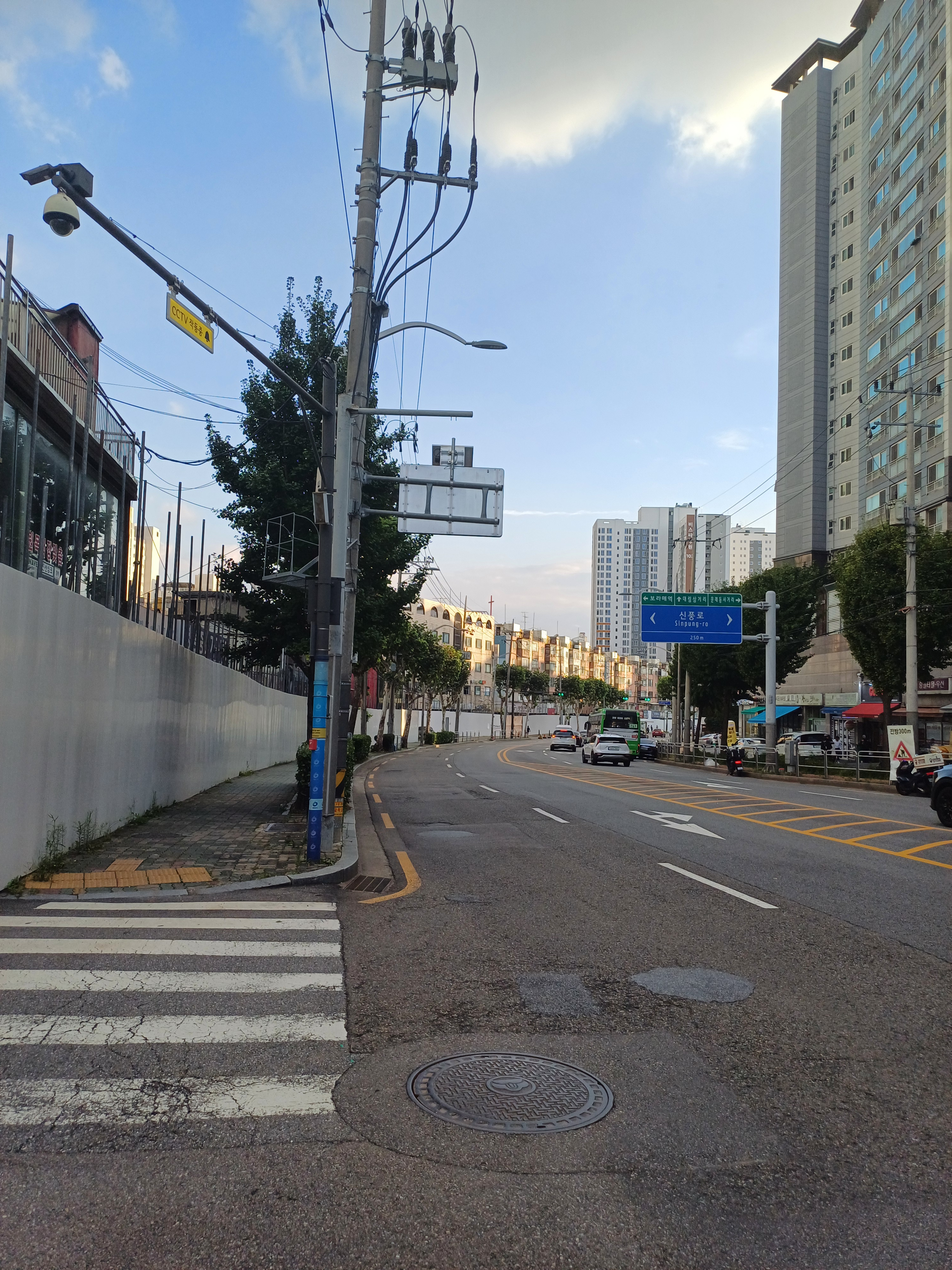
신길로
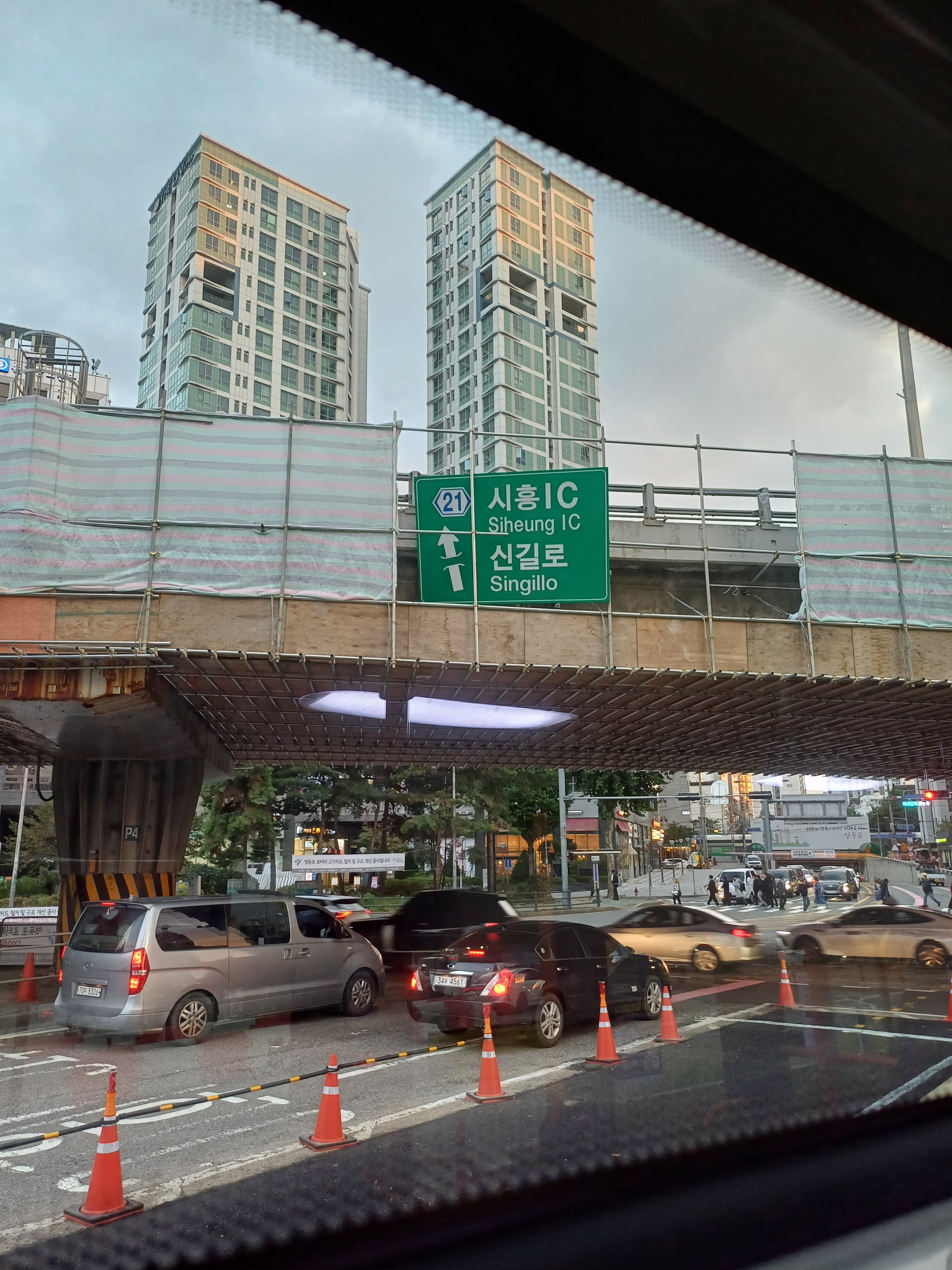
영등포고가차도 2024년 10월 25일 철거

## 같이 보기
- 경인로
- 영등포로
- 여의대방로
- 시흥대로
- 신풍로